# 萨拉曼卡市政厅

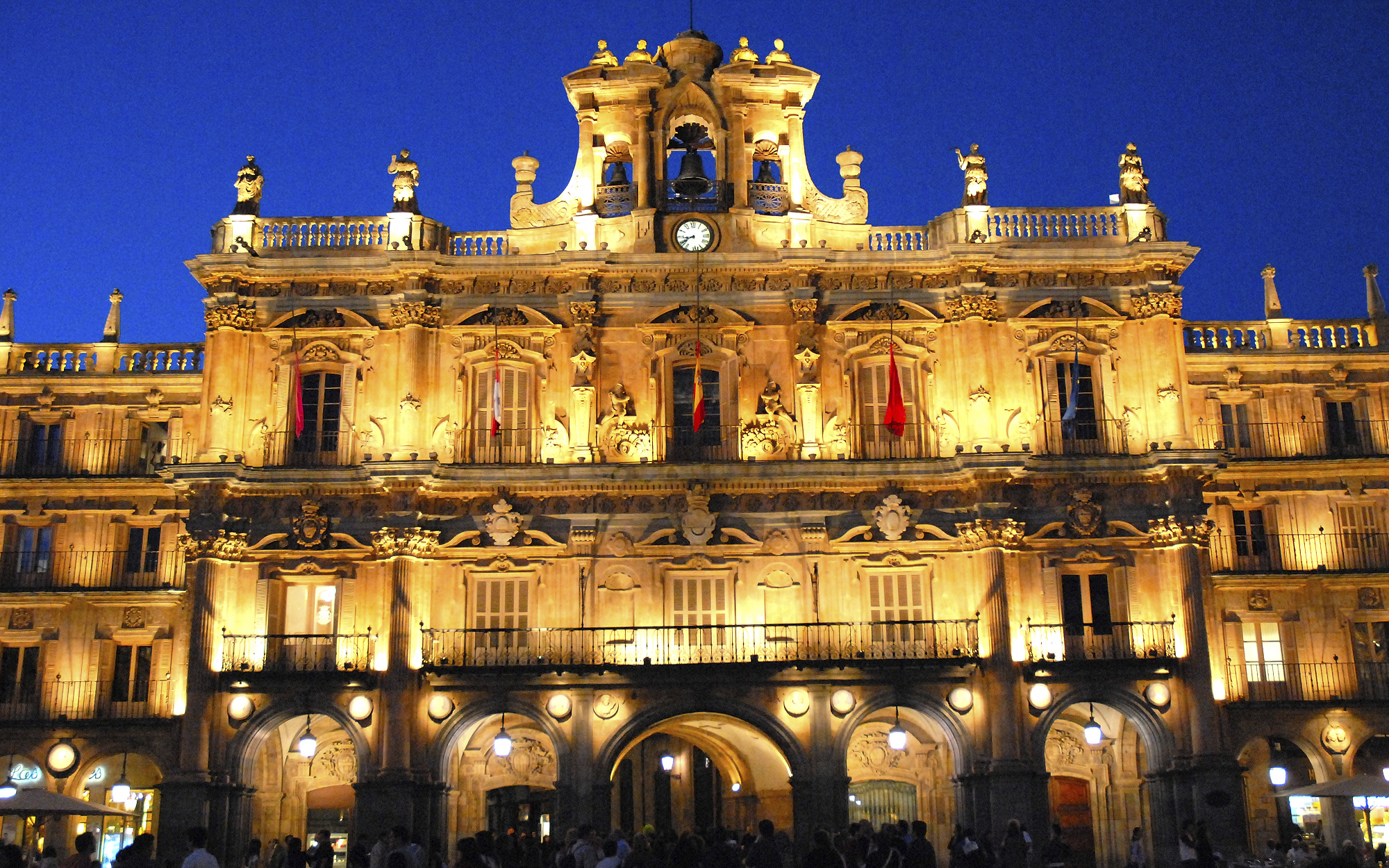
夜景

萨拉曼卡市政厅（Ayuntamiento de Salamanca）是西班牙卡斯蒂利亚-莱昂自治区萨拉曼卡省省会萨拉曼卡的市议会所在地，位于萨拉曼卡的主广场，巴洛克风格，1988年成为世界遗产的一部分。.